# Linton Maina
Pour les articles homonymes, voir Maina (homonymie).
Linton Maina, né le 23 juin 1999 à Berlin, est un footballeur allemand qui évolue au poste de milieu de terrain à FC Cologne.

## Biographie

### En club

#### Jeunesse et formation
Né à Berlin, Maina commence le football à l'âge de quatre ans avec le club du SV Pfefferwerk. En 2011, il change de club et débarque au SV Empor Berlin. Il est ensuite repéré en 2014 par l'équipe de Hanovre 96 et intègre leur centre de formation.

#### Hanovre 96
En février 2018, il signe son premier contrat professionnel avec Hanovre.
Il fait ses débuts en Bundesliga le 18 mars 2018, contre le Borussia Dortmund, où il joue quatre minutes (défaite 1-0). Il délivre sa première passe décisive lors de son deuxième match, le 12 mai 2018, à l'occasion d'une rencontre face au Bayer Leverkusen (défaite 3-2). Il inscrit son premier but en championnat le 9 novembre 2018, contre le VfL Wolfsburg (victoire 2-1).

### En équipe nationale
Avec les moins de 19 ans, il participe aux éliminatoires du championnat d'Europe des moins de 19 ans en 2017 et en 2018.
Il joue son premier match avec les moins de 20 ans le 7 septembre 2018, contre la Tchéquie (victoire 3-2).

## Statistiques
| Saison                | Club                  | Championnat           | Championnat | Championnat | Coupe(s) nationale(s) | Coupe(s) nationale(s) | Compétition(s) continentale(s) | Compétition(s) continentale(s) | Compétition(s) continentale(s) | Total | Total |
| Saison                | Club                  | Division              | M.          | B.          | M.                    | B.                    | Comp.                          | M.                             | B.                             | M.    | B.    |
| 2017-2018             | Hanovre 96            | Bundesliga            | 2           | 0           | -                     | -                     | -                              | -                              | -                              | 2     | 0     |
| 2018-2019             | Hanovre 96            | 2.Bundesliga          | 20          | 1           | 1                     | 0                     | -                              | -                              | -                              | 21    | 1     |
| 2019-2020             | Hanovre 96            | 2.Bundesliga          | 23          | 2           | 1                     | 0                     | -                              | -                              | -                              | 24    | 2     |
| 2020-2021             | Hanovre 96            | 2.Bundesliga          | 16          | 2           | 1                     | 0                     | -                              | -                              | -                              | 17    | 2     |
| 2021-2022             | Hanovre 96            | 2.Bundesliga          | 27          | 6           | 3                     | 0                     | -                              | -                              | -                              | 30    | 6     |
| Sous-total            | Sous-total            | Sous-total            | 88          | 11          | 6                     | 0                     | -                              | 0                              | 0                              | 94    | 11    |
| 2022-2023             | FC Cologne            | Bundesliga            | 33          | 3           | 1                     | 0                     | C4                             | 8                              | 0                              | 42    | 3     |
| 2022-2024             | FC Cologne            | Bundesliga            | 20          | 1           | 1                     | 0                     | -                              | -                              | -                              | 21    | 1     |
| Sous-total            | Sous-total            | Sous-total            | 53          | 4           | 2                     | 0                     | -                              | 8                              | 0                              | 63    | 4     |
| Total sur la carrière | Total sur la carrière | Total sur la carrière | 141         | 15          | 8                     | 0                     | -                              | 8                              | 0                              | 157   | 15    |